# IPhone 13
O iPhone 13 e o iPhone 13 Mini são smartphones projetados, desenvolvidos, comercializados e vendidos pela Apple Inc. Eles são a décima quinta geração de iPhones (sucedendo ao iPhone 12 e iPhone 12 Mini). Eles foram apresentados em um evento da Apple no Apple Park em Cupertino, Califórnia, em 14 de setembro de 2021, juntamente com os carros-chefe iPhone 13 Pro e iPhone 13 Pro Max com preços mais altos. As pré-encomendas para o iPhone 13 e iPhone 13 Mini começaram em 17 de setembro de 2021. Eles foram lançados oficialmente em 24 de setembro de 2021.
Juntamente com o iPhone 12, o iPhone 13 Mini foi descontinuado em 12 de setembro de 2023, com o anúncio do iPhone 15 e iPhone 15 Pro.

## Design
O iPhone 13 e 13 Mini estão disponíveis em seis cores: Midnight, Starlight, Product Red, Blue, Pink e Green.
Em 8 de março de 2022, no evento especial da Apple "Peek Performance", a Apple revelou uma nova opção de cor verde, que ficou disponível em 18 de março.
| Cor | Nome             |
| --- | ---------------- |
|     | Meia-noite       |
|     | Luz das estrelas |
|     | Azul             |
|     | Rosa             |
|     | Verde            |
|     | Produto Vermelho |

## Especificações

### Hardware
O iPhone 13 e o iPhone 13 Mini usam um sistema A15 Bionic projetado pela Apple em um chip. O iPhone 13 e 13 Mini apresentam uma CPU de 6 núcleos, GPU de 4 núcleos e Neural Engine de 16 núcleos, enquanto o iPhone 13 Pro e 13 Pro Max apresentam uma GPU de 5 núcleos.

#### Display
O iPhone 13 possui uma 6.1 in (15 cm) com tecnologia Super Retina XDR OLED com resolução de 2532×1170 pixels e densidade de pixels de cerca de 460 PPI com taxa de atualização de 60Hz. O iPhone 13 Mini possui uma 5.4 in (14 cm) com a mesma tecnologia com resolução de 2340×1080 pixels e densidade de pixels de cerca de 476 PPI.

#### Câmeras
Os iPhone 13 e 13 Mini contam com o mesmo sistema de câmeras com três câmeras: uma frontal (12MP f/2.2) e duas traseiras: uma ampla (12MP f/1.6) e uma ultra grande angular (12MP f/2.4). As câmeras traseiras contêm sensores maiores para mais coleta de luz com a nova estabilização óptica de imagem (OIS) de deslocamento do sensor na câmera principal. O módulo da câmera na parte traseira é disposto diagonalmente em vez de verticalmente para projetar os sensores maiores. 
As câmeras usam o mais recente mecanismo de fotografia computacional da Apple, chamado Smart HDR 4. Os usuários também podem escolher entre uma variedade de estilos fotográficos durante a captura, incluindo contraste rico, vibrante, quente e frio. A Apple esclarece que isso é diferente de um filtro, porque funciona de forma inteligente com o algoritmo de processamento de imagem durante a captura para aplicar ajustes locais a uma imagem e os efeitos serão incorporados às fotos, ao contrário dos filtros que podem ser removidos após a aplicação. 
O aplicativo da câmera contém um novo modo chamado Cinematic Mode, que permite aos usuários focar entre os assuntos e criar profundidade de campo rasa usando algoritmos de software. É compatível com as câmeras amplas e frontais em 1080p a 30 fps. 

### Software
O iPhone 13 e o iPhone 13 Mini foram enviados com o iOS 15 no lançamento. 

## Reparabilidade
Algumas peças do iPhone 13 estão emparelhadas com a placa-mãe. O usuário é avisado se um componente emparelhado (por exemplo, tela, bateria) for substituído por oficinas independentes. Os sensores Face ID param completamente de funcionar após a substituição de terceiros, embora em versões posteriores do iOS a Apple tenha revertido essa limitação. Os técnicos da Apple têm uma ferramenta de software proprietária para emparelhar componentes.